# Kayugeritan
Kayugeritan is een bestuurslaag in het regentschap Pekalongan van de provincie Midden-Java, Indonesië. Kayugeritan telt 2409 inwoners (volkstelling 2010).